# گذار اپیتلیال-مزانشیمی
گذار اپیتلیال-مزانشیمی (به انگلیسی: (EMT) Epithelial–mesenchymal transition) فرایندی است که طی آن سلول‌های اپیتلیال قطبیت سلولی و چسبندگی سلول به سلول خود را از دست می‌دهند و خواص مهاجرتی و تهاجمی به دست می‌آورند و تبدیل به سلول‌های بنیادی مزانشیمی می‌شوند. سلول‌های بنیادی مزانشیمی در واقع سلول‌های استرومای چندتوان هستند که می‌توانند به انواع مختلفی از سلول‌ها تمایز پیدا کنند. EMT برای بسیاری از مراحل تکوینی از جمله تشکیل مزودرم و تشکیل لوله عصبی ضروری است. نشان داده شده‌است که EMT در ترمیم زخم‌ها، در فیبروز اندام و شروع متاستاز در پیشرفت سرطان نیز رخ می‌دهد.

## مقدمه
گذار اپیتلیال-مزانشیمی اولین بار به عنوان یکی از ویژگی‌های جنین‌زایی توسط بتی هی در دهه ۱۹۸۰ شناسایی شد. EMT و روند معکوس آن، MET (گذار مزانشیمی - اپیتلیال) برای تکوین بسیاری از بافت‌ها و اندام‌ها در جنین در حال تکوین بسیار مهم است، و وقایع جنینی متعددی مانند گاسترولاسیون، تشکیل ستیغ عصبی، تشکیل دریچه قلب، تکوین ثانویه کام و میوژنز دخیل می‌باشد. سلول‌های اپیتلیال و مزانشیمی در فنوتیپ و همچنین عملکرد متفاوت هستند، هر چند هر دو نوع این سلول‌ها دارای ویژگی انعطاف‌پذیری ذاتی هستند. سلول‌های اپیتلیال از طریق اتصالات محکم، اتصالات شکاف‌دار و اتصالات adherens از نزدیک به هم متصل می‌شوند و دارای قطبیت در apico-basal و اسکلت سلولی اکتین می‌باشند. از طرف دیگر سلول‌های مزانشیمی فاقد این قطبش، دارای یک مورفولوژی دوکی شکل بوده و تنها از طریق نقاط کانونی با یکدیگر در تعامل هستند. سلولهای اپیتلیال سطح بالایی از E-cadherin را بیان می‌کنند، در حالی که سلول‌های مزانشیمی N-cadherin، فیبرونکتین و vimentin را بیان می‌کنند؛ بنابراین، EMT مستلزم تغییرات زیاد مورفولوژیکی و فنوتیپی در یک سلول است.
بر اساس فاکتورهای بیولوژیکی، EMT به ۳ نوع طبقه‌بندی می‌شود: تکوینی (نوع I)، فیبروز و بهبود زخم (نوع II)، و سرطان (نوع III).

## القاکننده‌ها

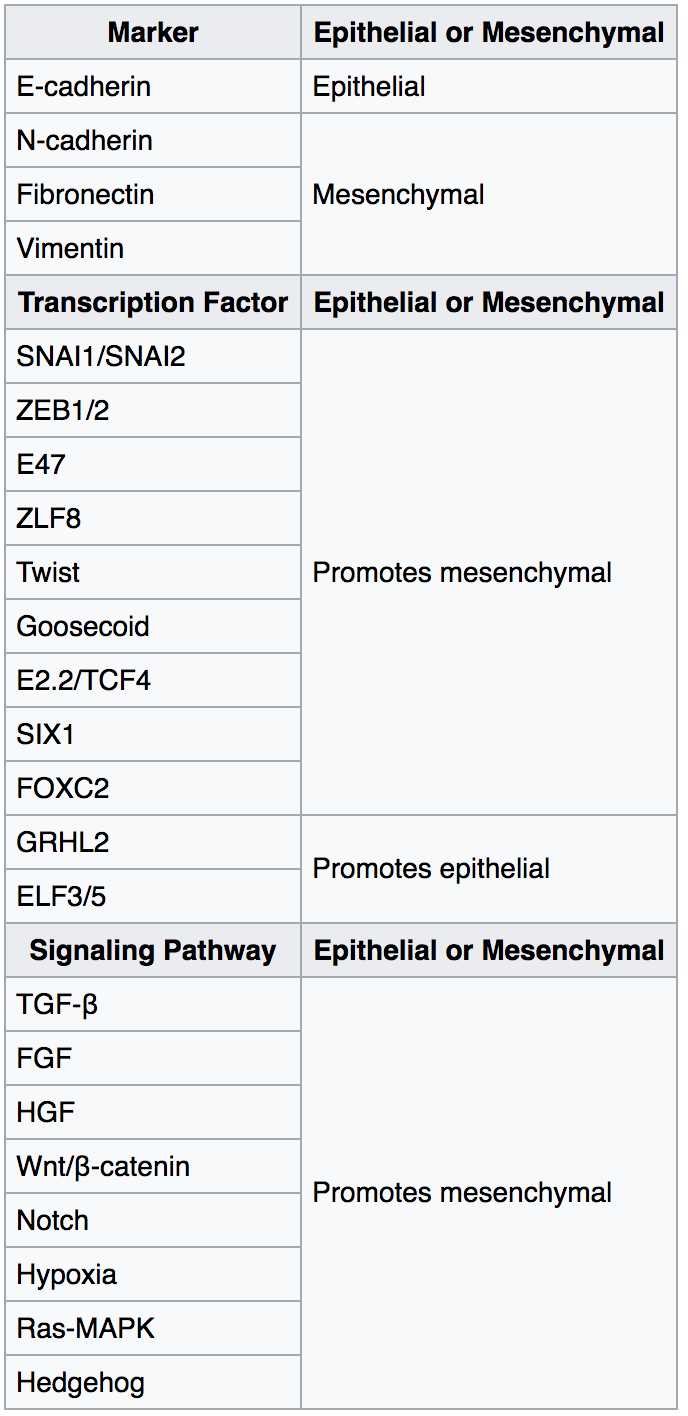
القا کننده‌های اصلی فرایند گذار اپیتلیال به مزانشیمی.

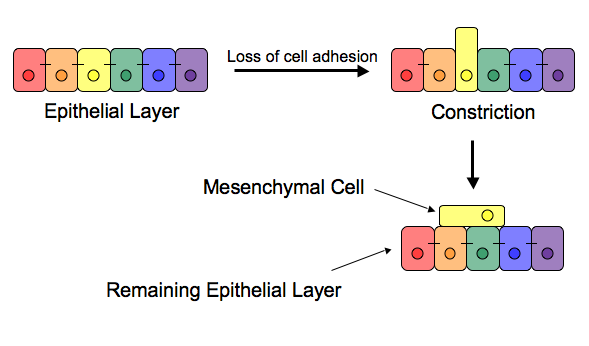
گذار سلول اپیتلیال به مزانشیمی

## در پیشرفت سرطان و متاستاز
شروع متاستاز نیاز به تهاجم دارد که توسط EMT فعال می شود. سلول های سرطانی در یک تومور اولیه چسبندگی سلولی را با واسطه سرکوب E-cadherin از دست می دهند و با افزایش خواص تهاجمی غشای پایه را می شکنند و از طریق داخل رگ به جریان خون وارد می شوند. بعداً، وقتی این سلول‌های تومور در گردش (CTC) از جریان خون خارج می‌شوند تا میکرو متاستازها را تشکیل دهند، برای رشد کلونال در این مکان‌های متاستاتیک تحت MET قرار می‌گیرند. بنابراین، EMT و MET شروع و تکمیل آبشار تهاجم-متاستاز را تشکیل می دهند. در این محل متاستاتیک جدید، تومور ممکن است تحت فرآیندهای دیگری برای بهینه سازی رشد قرار گیرد. به عنوان مثال، EMT با بیان PD-L1، به ویژه در سرطان ریه مرتبط است. افزایش سطح PD-L1 سیستم ایمنی را سرکوب می‌کند که به سرطان اجازه می‌دهد راحت‌تر گسترش یابد.
EMT به پیری زودرس ناشی از انکوژن مقاومت می دهد. Twist1 و Twist2 و همچنین ZEB1 از سلول های انسان و فیبروبلاست های جنینی موش در برابر پیری محافظت می کند. به طور مشابه، TGF-β می تواند تهاجم تومور و فرار از نظارت ایمنی را در مراحل پیشرفته ترویج کند. هنگامی که TGF-β روی سلول های اپیتلیال پستانی فعال شده بیان کننده Ras عمل می کند، EMT مورد علاقه است و آپوپتوز مهار می شود. این اثر را می توان با القا کننده های تمایز اپیتلیال مانند GATA-3 معکوس کرد.